# Хірург
Лікар-хірург — спеціаліст з хірургії; лікар, який провадить динамічне спостереження, діагностику, лікування оперативним та консервативним методами.
Слово хірург походить через лат. chirurgicus від дав.-гр. χειρουργός, утвореного від χείρ («рука») + ἔργον («робота», «мистецтво»). Через посередництво середньолатинського cirurgus від chirurgicus походить також слово «цирульник».

## Завдання та обов'язки
Керується чинним законодавством України про охорону здоров'я та нормативно-правовими актами, що визначають діяльність органів управління та закладів охорони здоров'я, організацію хірургічної і травматологічної допомоги.
Проводить цілеспрямоване клінічне обстеження хворого. Визначає обсяг лабораторних, рентгенологічних та інших спеціальних досліджень, оцінює їх результати. Проводить диференційну діагностику. Визначає тяжкість стану хворого. Надає невідкладну медичну допомогу хворим при термінальних станах, групових та масових ураженнях. Здійснює нагляд за побічними реакціями/діями лікарських засобів. Визначає показання до госпіталізації за профілем захворювання, тактику медикаментозного та оперативного лікування з урахуванням стану хворого, необхідності передопераційної підготовки. Застосовує сучасні методи лікування та диспансеризації хворих хірургічного профілю. Працює в тісному контакті з суміжними спеціалістами та службами. Керує роботою середнього медичного персоналу. Дотримується принципів медичної деонтології. Планує роботу та проводить аналіз її результатів. Веде лікарську документацію. Постійно удосконалює свій професійний рівень.

### Повинен знати
- чинне законодавство про охорону здоров'я та нормативні документи, що регламентують діяльність органів управління та закладів охорони здоров'я;
- організацію хірургічної та травматологічної допомоги;
- організацію роботи травмпунктів, швидкої і невідкладної медичної допомоги за умов екстремальних ситуацій;
- основи права в медицині;
- права, обов'язки та відповідальність лікаря-хірурга;
- показники роботи лікувально-профілактичних установ, травмпунктів, хірургічних стаціонарів;
- організацію диспансерного нагляду, лікарського контролю;
- роботу лікарсько-консультативної(ЛКК) та медико-соціальної експертної комісій (МСЕК);
- нормальну анатомію, патологічну анатомію, фізіологію та топографічну анатомію;
- константи гомеостазу, водно-електролітного обміну, взаємозв'язок функціональних систем у здорових і хворих;
- загальні, функціональні та спеціальні методи дослідження;
- сучасну класифікацію хірургічних захворювань;
- клініку інфекційних захворювань, «гострого живота», суміжних станів;
- правила оформлення медичної документації;
- передові інформаційні та Інтернет технології;
- сучасну наукову літературу та науково-практичну періодику за фахом, методи її аналізу та узагальнення.

## Кваліфікаційні вимоги
Лікар-хірург вищої кваліфікаційної категоріїповна вища освіта (спеціаліст, магістр) за напрямом підготовки «Медицина», спеціальністю «Лікувальна справа». Спеціалізація за фахом «Хірургія» (інтернатура, курси спеціалізації). Підвищення кваліфікації (курси удосконалення, стажування, передатестаційні цикли, тощо). Наявність сертифіката лікаря-спеціаліста та посвідчення про присвоєння (підтвердження) вищої кваліфікаційної категорії з цієї спеціальності. Стаж роботи за фахом понад 10 років.
Лікар-хірург I кваліфікаційної категоріїповна вища освіта (спеціаліст, магістр) за напрямом підготовки «Медицина», спеціальністю «Лікувальна справа». Спеціалізація за фахом «Хірургія» (інтернатура, курси спеціалізації). Підвищення кваліфікації (курси удосконалення, стажування, передатестаційні цикли, тощо). Наявність сертифіката лікаря-спеціаліста та посвідчення про присвоєння (підтвердження) I кваліфікаційної категорії з цієї спеціальності. Стаж роботи за фахом понад 7 років.
Лікар-хірург II кваліфікаційної категоріїповна вища освіта (спеціаліст, магістр) за напрямом підготовки «Медицина», спеціальністю «Лікувальна справа». Спеціалізація за фахом «Хірургія» (інтернатура, курси спеціалізації). Підвищення кваліфікації (курси удосконалення, стажування, передатестаційні цикли, тощо). Наявність сертифіката лікаря-спеціаліста та посвідчення про присвоєння (підтвердження) II кваліфікаційної категорії з цієї спеціальності. Стаж роботи за фахом понад 5 років.
Лікар-хірургповна вища освіта (спеціаліст, магістр) за напрямом підготовки «Медицина», спеціальністю «Лікувальна справа». Спеціалізація за фахом «Хірургія» (інтернатура, курси спеціалізації). Наявність сертифіката лікаря-спеціаліста. Без вимог до стажу роботи.

## Видатні хірурги
- М. І. Пирогов
- Теодор Більрот
- А. Г. Ріхтер[de]
- Естлі Купер
- Н. Д. Монастирський[ru] (1847—1888)[2]
- Я. А. Мікулич-Радецький (1850—1905)[2]
- М. В. Скліфосовський
- Еміль Теодор Кохер
- В. П. Філатов
- О. В. Вишневський
- М. М. Амосов

Видатні хірурги сучасності
- Валіхновський Ростислав Любомирович
- Каліка Геннадій Маркович